# Чемпіонат Європи з футболу 2008 (склади команд)/Росія
Склад збірної Росії на чемпіонаті Європи 2008
| №               | Гравець             | Клуб (у 2008)           | Дата народження  | Вік      | Ігор                        | Голів                       |                             |
| Воротарі        | Воротарі            | Воротарі                | Воротарі         | Воротарі | Воротарі                    | Воротарі                    | Воротарі                    |
| --------------- | ------------------- | ----------------------- | ---------------- | -------- | --------------------------- | --------------------------- | --------------------------- |
| 1               | Ігор Акінфєєв       | ЦСКА (Москва)           | 8 квітня 1986    | 22       | 20                          | 0                           |                             |
| 12              | Володимир Габулов   | Динамо (Москва)         | 19 жовтня 1983   | 24       | 5                           | 0                           |                             |
| 16              | В'ячеслав Малафєєв  | Зеніт (Санкт-Петербург) | 4 березня 1979   | 29       | 16                          | 0                           |                             |
| Захисники       |                     |                         |                  |          |                             |                             |                             |
| 2               | Василь Березуцький  | ЦСКА (Москва)           | 20 червня 1982   | 25       | 29                          | 1                           |                             |
| 4               | Сергій Ігнашевич    | ЦСКА (Москва)           | 14 липня 1979    | 28       | 37                          | 3                           |                             |
| 5               | Олексій Березуцький | ЦСКА (Москва)           | 20 червня 1982   | 25       | 32                          | 0                           |                             |
| 8               | Денис Колодін       | Динамо (Москва)         | 11 січня 1982    | 26       | 13                          | 0                           |                             |
| 14              | Роман Широков       | Зеніт (Санкт-Петербург) | 6 липня 1981     | 26       | 4                           | 0                           |                             |
| 22              | Олександр Анюков    | Зеніт (Санкт-Петербург) | 28 вересня 1982  | 25       | 32                          | 1                           |                             |
| Півзахисники    |                     |                         |                  |          |                             |                             |                             |
| 3               | Ренат Янбаєв        | Локомотив (Москва)      | 7 квітня 1984    | 24       | 2                           | 0                           |                             |
| 7               | Дмитро Торбинський  | Локомотив (Москва)      | 28 квітня 1984   | 24       | 11                          | 1                           |                             |
| 11              | Сергій Сємак (к)    | Рубін                   | 27 лютого 1976   | 32       | 46                          | 4                           |                             |
| 13              | Олег Іванов         | Крила Рад (Самара)      | 4 серпня 1986    | 21       | 0                           | 0                           |                             |
| 15              | Дініяр Білялетдінов | Локомотив (Москва)      | 27 лютого 1985   | 23       | 23                          | 2                           |                             |
| 17              | Костянтин Зирянов   | Зеніт (Санкт-Петербург) | 5 жовтня 1977    | 30       | 12                          | 2                           |                             |
| 18              | Юрій Жирков         | ЦСКА (Москва)           | 20 серпня 1983   | 24       | 19                          | 0                           |                             |
| 20              | Ігор Сємшов         | Динамо (Москва)         | 6 квітня 1978    | 30       | 27                          | 0                           |                             |
| 23              | Володимир Бистров   | Спартак (Москва)        | 31 січня 1984    | 24       | 20                          | 4                           |                             |
| Нападники       |                     |                         |                  |          |                             |                             |                             |
| 6               | Роман Адамов        | ФК Москва               | 21 червня 1982   | 25       | 2                           | 0                           |                             |
| 9               | Іван Саєнко         | Нюрнберг                | 17 жовтня 1983   | 24       | 7                           | 0                           |                             |
| 10              | Андрій Аршавін      | Зеніт (Санкт-Петербург) | 29 жовтня 1981   | 27       | 34                          | 11                          |                             |
| 19              | Роман Павлюченко    | Спартак (Москва)        | 15 грудня 1981   | 26       | 17                          | 6                           |                             |
| 21              | Дмитро Сичов        | Локомотив (Москва)      | 26 жовтня 1983   | 24       | 41                          | 15                          |                             |
| Головний тренер |                     |                         |                  |          |                             |                             |                             |
| Нідерланди      | Гус Хіддінк         |                         | 8 листопада 1946 | 61       | Середній вік гравців: 26,11 | Середній вік гравців: 26,11 | Середній вік гравців: 26,11 |
|                 |                     |                         |                  |          |                             |                             |                             |

Павло Погребняк не потрапив на турнір через травму. Його замінив Олег Іванов.
| Гравців національного чемпіонату: | Гравців національного чемпіонату:      | 22   |
|                                   | Зеніт (Санкт-Петербург), ЦСКА (Москва) | по 5 |
|                                   | Локомотив (Москва)                     | 4    |
|                                   | Динамо (Москва)                        | 3    |
|                                   | Спартак (Москва)                       | 2    |
|                                   | Крила Рад (Самара), ФК Москва, Рубін   | по 1 |
| Легіонерів:                       | Легіонерів:                            | 1    |
|                                   | Німеччина                              | 1    |